# Гуннар Гардінг
Гуннар Гардінг (швед. Gunnar Harding; нар. 11 червня 1940, Сундсвалль, Швеція) — шведський письменник, перекладач та критик, лауреат численних премій та нагород.

## Життєпис
Гардінг як поет дебютував у 1967 році з Lokomotivet som frös fast і протягом своєї кар'єри письменника здебільшого був відомий саме як лірик, проте окрім великої кількості віршів написав багато есе та кілька оповідань. Крім цього, він працював редактором у журналі «Lyrikvännen» у 1971–1974 роках та редактором у «Artes» до 1990-х років. Гардінг був членом «Товариства Дев'яти» (під № 5), а також брав участь як консультант Біблійної Комісії з 1981 по 1989 рік.
Не менш важливу роль Гуннар Гардінг відіграв у перекладанні творів закордонного модернізму шведською. Особливу увагу в цьому аспекті він приділяв французькій, британській та американській поезії. Крім того, Гардінг був великим шанувальником джазової музики та практикував читання своїх віршів із джазовим супроводом як фоном.

### Власні твори
- Lokomotivet som frös fast (1967)
- Den svenske cyklistens sång (1968)
- Blommor till James Dean (1969)
- Örnen har landat (1970)
- Guillaume Apollinaires fantastiska liv (1971)
- Skallgång (1972)
- Poesi 1967–1973 (1974)
- Ballader (1975)
- Starnberger See (1977)
- Luffaren Svarta Hästen och det hemska rånmordet i Leksand (1977)
- Bilddikt (1978) (разом з Улле Коксом)
- Den trådlösa fantasin (1978)
- Tillbaka till dig (1980)
- Gasljus (1983)
- Stjärndykaren (1987)
- Guillaume Apollinaires gåtfulla leende : en ändlös biografi (1989)
- Mannen och paraplyet (1990)
- Mitt vinterland (1990)
- Kreol (1991)
- Överallt där vinden finns : dikter i urval 1969–1990 (1993)
- Stora scenen (1995)
- Tal på Övralid 6 juli 2001 (2001)
- Salongsstycken kring Dante Gabriel Rossetti (2001)
- Det brinnande barnet (2003)
- Dikter : 1965–2003 (2007)
- Innerstad (2009) ISBN 978-91-46-22025-1

### Переклади
У списку перераховано лише деякі з перекладених творів.
- 4 poeter (1966, вірші Ферлінгетті, Ґінсберґа, Голло та Кірнса)
- Amerikansk undergroundpoesi (969)
- А. Ґінсберґ. Tårgas & Solrosor (1971, разом з Йостою Фрібергом)
- Den vrålande parnassen (1976, разом Бенгтом Янгфельдтом)
- В. Маяковський. Jag! (1985, разом Бенгтом Янгфельдтом)
- Ф. О'Гара. Till minne av mina känslor (1988)
- Ґ. Аполлінер. Dikter till Lou (1989)
- En katedral av färgat glas (1997)
- Där döda murar står: Lord Byron och hans samtida (2002)
- Beat! (2005, разом з Пером Плангаммаром)
- Катулл. Dikter om kärlek och hat (2007, разом з Туре Янсоном) ISBN 978-91-7429-021-9

## Нагороди
У списку перераховано лише деякі з нагород письменника.
- Літературна премія журналу Vi (1975)
- Премія Карла Еміля Енглунда (1988)
- Літературна премія газети «Свенска даґбладет» (1995)
- Поетична премія Шведського Радіо (2004)
- Премія Доблоуґа (2011)